# کریوایا (صربستان)
کریوایا (صربستان) (به انگلیسی: Krivaja (Serbia)) رودخانه‌ای است که در صربستان جریان دارد.